# 朱瞻堈
荊憲王朱瞻堈（1406年—1453年），是明仁宗朱高熾庶六子，母亲順妃張氏。
朱瞻堈于永樂二十二年（1424年）封为荊王，封国在江西，宣德四年（1429年）就藩建昌府（今江西南城）。王府就在縣城西南的天一山。在第十七年（正統六年，1441年），宫中有巨蛇自房樑垂到地上，就請旨離開江西。正統十年（1445年），他被徙封到湖北蕲州。景泰四年（1453年）去世，諡號憲王。
荆宪王王妃周氏（？－1484年），西城兵马指挥周義之女，宣德二年十二月册为荆宪王妃。另一子都昌惠靖王朱祁鑑。